# Marcha Trans de San Francisco
La Marcha Trans de San Francisco es una reunión anual y una marcha de protesta en San Francisco, California, que se lleva a cabo el viernes por la noche del fin de semana del Orgullo, el último fin de semana de junio. Es un evento transgénero e inclusivo con el mismo espíritu de los desfiles del orgullo gay originales y las «Dyke Marchs». Es uno de los pocos grandes eventos transgénero anuales en el mundo y probablemente ha sido el evento transgénero más grande desde su inicio en junio de 2004. El propósito del evento es aumentar la visibilidad, el activismo y la aceptación de todas las personas con variantes de género.
El evento se convirtió en el cuarto evento principal del Orgullo LGBT en San Francisco; todos los cuales son inclusivos y piden donaciones en lugar de requerir entrada paga; el Orgullo de San Francisco (SF Pride), con festival el sábado, desfile y festival el domingo; San Francisco Dyke March el sábado por la tarde y marcha por la noche; y Pink Saturday, que es una fiesta callejera nocturna en el distrito de Castro los sábados por la noche a cargo de las Hermanas de la Perpetua Indulgencia. SF Pride y los organizadores de otros eventos mucho más grandes participaron en el apoyo al evento desde su inicio con fondos, material y apoyo técnico. En los últimos años, el evento comenzó en Mission Dolores Park (la misma área de escenario y actuación que la Dyke March) y terminó en The Tenderloin, cerca del lugar donde ocurrieron los disturbios de la cafetería Compton's en 1966.

## Historia

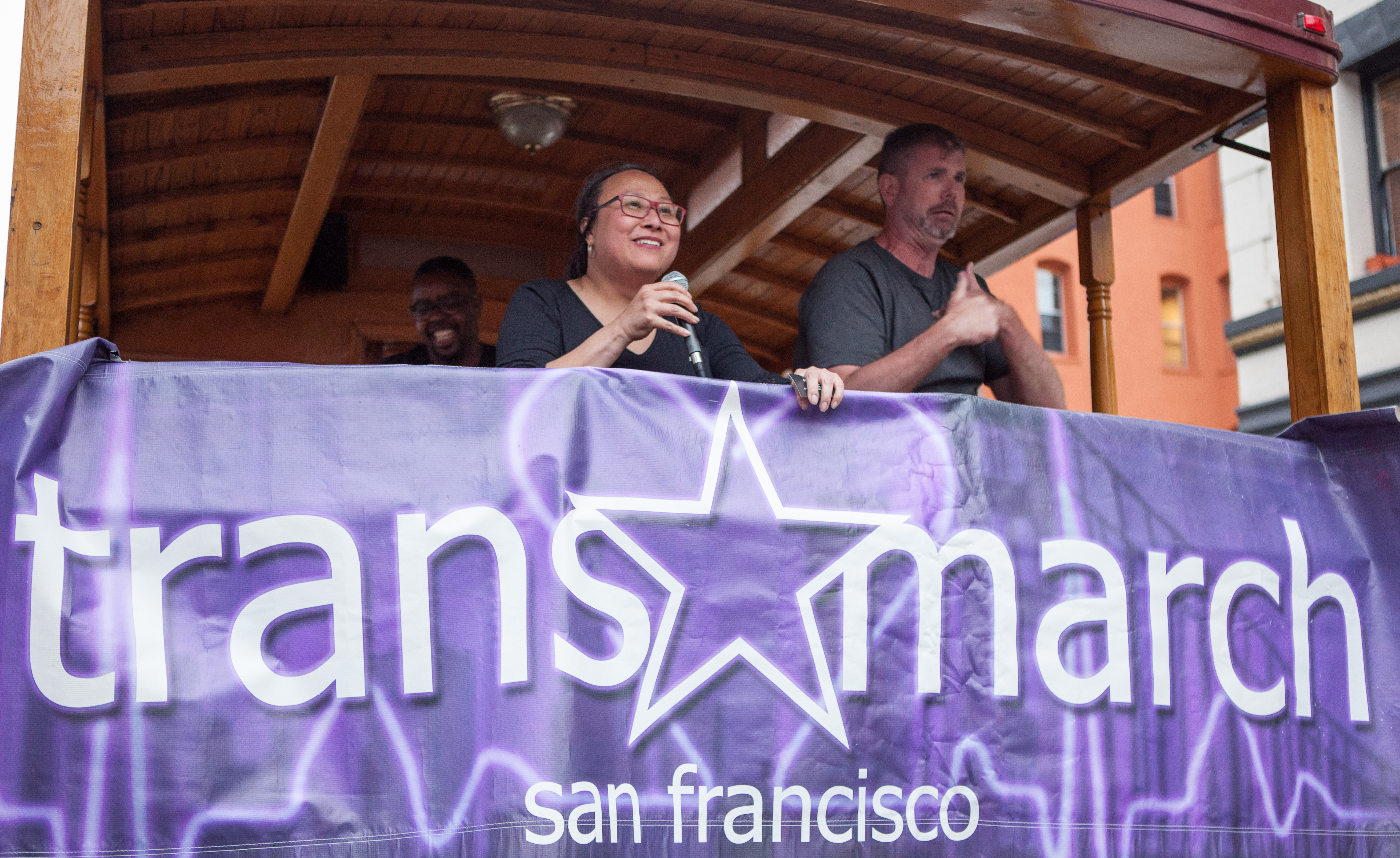
Cecilia Chung hablando en la Marcha Trans de San Francisco de 2017.

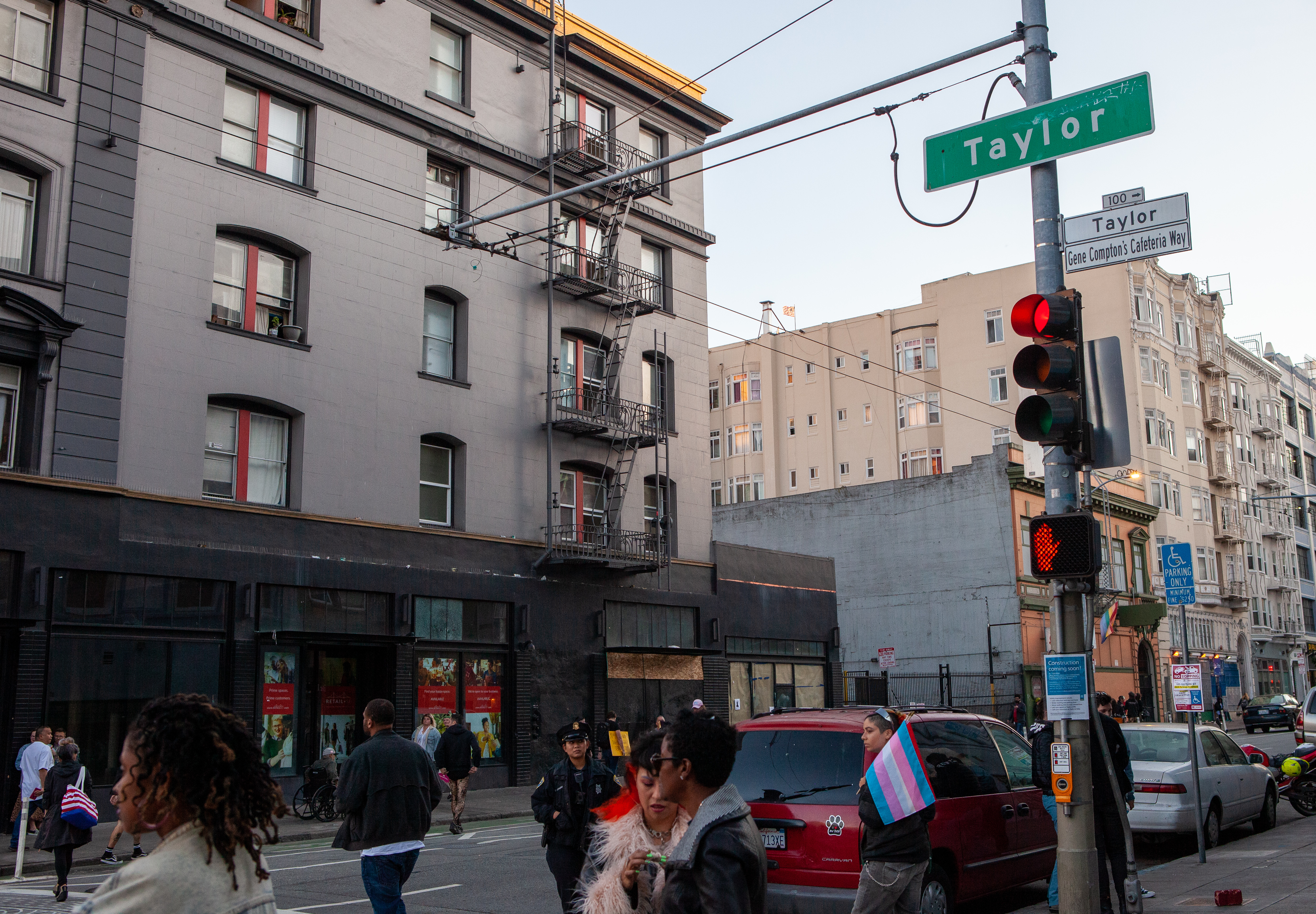
La intersección de las calles Taylor y Turk, después de la Marcha Trans de San Francisco de 2019. Un letrero debajo del letrero de la calle Taylor dice "Gene Compton's Cafeteria Way".

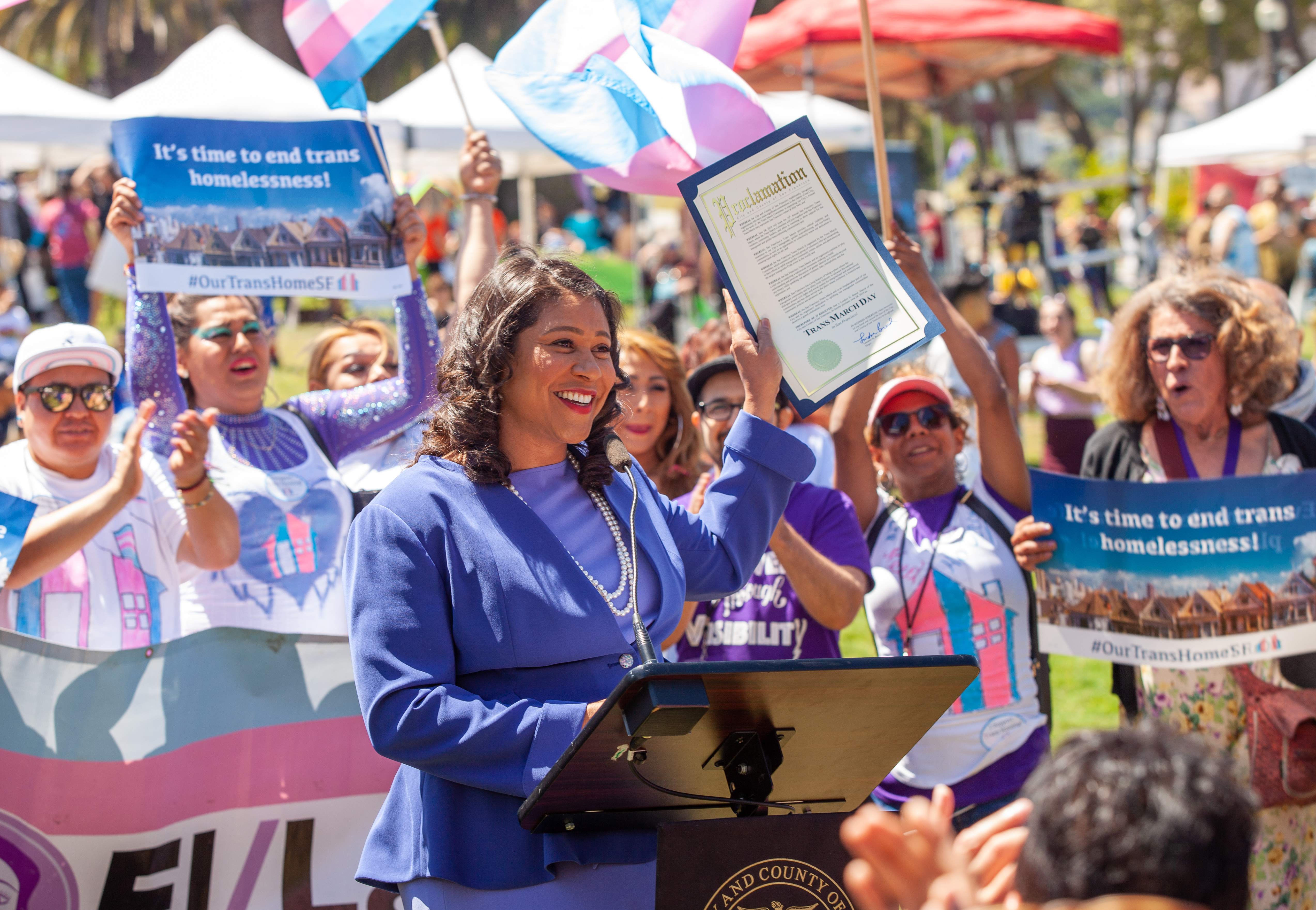
La alcaldesa de San Francisco, London Breed, proclama el 28 de junio de 2019 como el "Día de la Marcha Trans".

En marzo de 2004 se distribuyó ampliamente un correo electrónico anónimo entre las comunidades activistas y transgénero del Área de la Bahía de San Francisco. Coincidió con el primer juicio por el asesinato de la mujer trans de East Bay, Gwen Araujo, y se pidió una Marcha Trans para ayudar a lanzar "el evento transgénero más grande" de su tipo." El asesinato de Araujo por parte de cuatro hombres y la eliminación de su cuerpo aumentaron la conciencia sobre la violencia contra las personas LGBT y especialmente contra las mujeres y hombres trans. El caso relacionado de Araujo y las apelaciones duraron más de dos años. Las primeras marchas trans terminaron con una manifestación que incluyó un altar trans en recuerdo de ella y de muchas otras personas trans que también fueron asesinadas. La asistencia en 2004 se estimó en 2000, la cual se duplicó a 4000 al año siguiente.
En 2008, Donna Rose, quien renunció al grupo nacional de defensa LGBT Human Rights Campaign después de que la organización apoyara una versión del Proyecto de Ley de No Discriminación en el Empleo (ENDA) que no incluía la identidad de género, fue una de las muchas oradoras destacadas. El tema de 2008 fue "Marchando por una ENDA inclusiva de género y la eliminación del 'trastorno' de identidad de género (TIG) como una enfermedad mental". La activista Arianna Davis dijo a la multitud: "La medicina se burla de nosotros y los medios de comunicación nos menosprecian... Yo no tengo un trastorno mental, ¿y tú?". Ella imploró a la multitud que "exija que el TIG sea eliminado del Manual diagnóstico y estadístico de los trastornos mentales (MDE)". Los manifestantes también se opusieron al grupo de trabajo actual designado por la Asociación Estadounidense de Psiquiatría para revisar las secciones de género y sexualidad del MDE, ya que incluía a Kenneth Zucker, "conocido por sus terapias de adaptación de género en niños", y Ray Blanchard, cuya teoría de la autoginefilia "afirma que algunas personas hacen la transición porque se excitan con la ropa femenina". La asistencia a la marcha, que creció en diversidad, se estimó en 10 000.
En 2009 el comité coordinador, ahora integrado por diez personas, eligió renunciar al barrio gay de Castro y, en cambio, marchar por el Distrito de la Misión, predominantemente latino. Citaron varias razones: por un lado, muchas personas transgénero vivían en el vecindario, sin poder pagar el Castro ya que es más caro; el organizador Fresh White señaló la necesidad de aumentar la visibilidad de las personas transgénero debido a la "tremenda cantidad de violencia que les sucede" a las personas transgénero en el vecindario; finalmente, el área también tenía muchos residentes que votaron por la Proposición 8, la legislación de California que cambió la constitución estatal para limitar los derechos de matrimonio solo a parejas binarias de género masculino y femenino. Los organizadores esperaban 10 000 asistentes y que el evento costara $10 000, en gran parte recaudado a través de patrocinios y recaudación de fondos. Cecilia Chung, una mujer trans y presidenta de la Comisión de Derechos Humanos de San Francisco, fue la oradora principal.
En 2015, Ryan Cassata fue el músico principal; Laverne Cox también habló brevemente. Se estima que entre 10 000 y 20 000 personas marcharon desde el parque Mission Dolores hasta UN Plaza. El Centro Cívico se iluminó con los colores de la bandera del orgullo transgénero.
En 2016 los asistentes expresaron su enojo con los políticos locales que intentaron hablar en el evento. Al final de la marcha, se inauguró un nuevo letrero en la calle, que cambió el nombre de la cuadra 100 de Taylor Street a Gene Compton's Cafeteria Way en honor a los disturbios de la cafetería Compton's ocurridos en 1966.
En 2017, la marcha concluyó con el anuncio de que el área de Turk y Taylor en Tenderloin había sido designada Distrito Cultural Transgénero por la Ciudad de San Francisco.
En 2019 la alcaldesa de San Francisco, London Breed, realizó una conferencia de prensa con la Oficina de Iniciativas Transgénero antes de la marcha. Breed declaró al 28 de junio de 2019, día de la Marcha Trans de ese año y el 50 aniversario de los disturbios de Stonewall, como el "Día de la Marcha Trans" y anunció un programa de vivienda para residentes trans.